# Günther Pöschel
Günther Pöschel (* 14. Juni 1933 in Jechaburg) ist ein ehemaliger deutscher Offizier. Er war Konteradmiral der Volksmarine und langjähriger Kommandeur der Sektion Seestreitkräfte an der Militärakademie Friedrich Engels der Nationalen Volksarmee in Dresden.

## Leben
Der Sohn eines Arbeiters absolvierte nach dem Besuch einer 12-Klassenschule von 1947 bis 1951 eine Lehre zum Autoschlosser.  Am 10. Juli 1951 wurde er Angehöriger der DVP und ging zur Seepolizei. Von 1952 bis 1954 besuchte er einen Sonderlehrgang in der UdSSR und wurde anschließend von 1954 bis 1958 als 1. Wachoffizier und Kommandant eines Minenleg- und Räumschiffes (MLR) eingesetzt. Nach seiner Fahrenszeit wurde er 1958 Ausbildungsoffizier beim Stab der 3. Flottille (Küstensicherungsflottille) in Sassnitz und nach Auflösung der 3. Flottille am 31. Dezember 1958 Ausbildungsoffizier beim Kommando Seestreitkräfte  bzw. ab 1960 der Volksmarine. Von 1961 bis 1964 studierte er an der Seekriegsakademie der UdSSR in Leningrad und war dann von 1965 bis 1972 Stellvertreter des Chefs und Chef des Stabes der 4. Flottille. Von 1972 bis 1976 fungierte er im Rang eines Kapitäns zur See als Leiter der Abteilung Gefechtsausbildung der Flottenkräfte beim Kommando der Volksmarine.
Von 1976 bis 1989 war er als Kommandeur der Sektion Seestreitkräfte an der Militärakademie in Dresden eingesetzt (Nachfolger von Konteradmiral Wilhelm Nordin). Im Verlaufe der Dienstzeit als Kommandeur der Sektion erlangte er 1981 die Promotion A und 1985 die Promotion B. Im Oktober 1984 wurde Günther Pöschel zum Konteradmiral ernannt und 1987 zum außerordentlichen Professor berufen. Von 1989 bis zu seiner Entlassung aus dem Militärdienst am 30. September 1990 war er Dekan der Militärwissenschaftlichen Fakultät an der Militärakademie Dresden.
Im Dezember 1989 erklärte er in einem Brief an den neuen Minister für Nationale Verteidigung der DDR, Theodor Hoffmann, seinen Austritt aus der SED.

## Schriften
- Günther Pöschel, Froschschwimmer, Torpedoreiter, Zwerg-U-Boote, Deutscher Militärverlag, Berlin, 1961